# 필적학

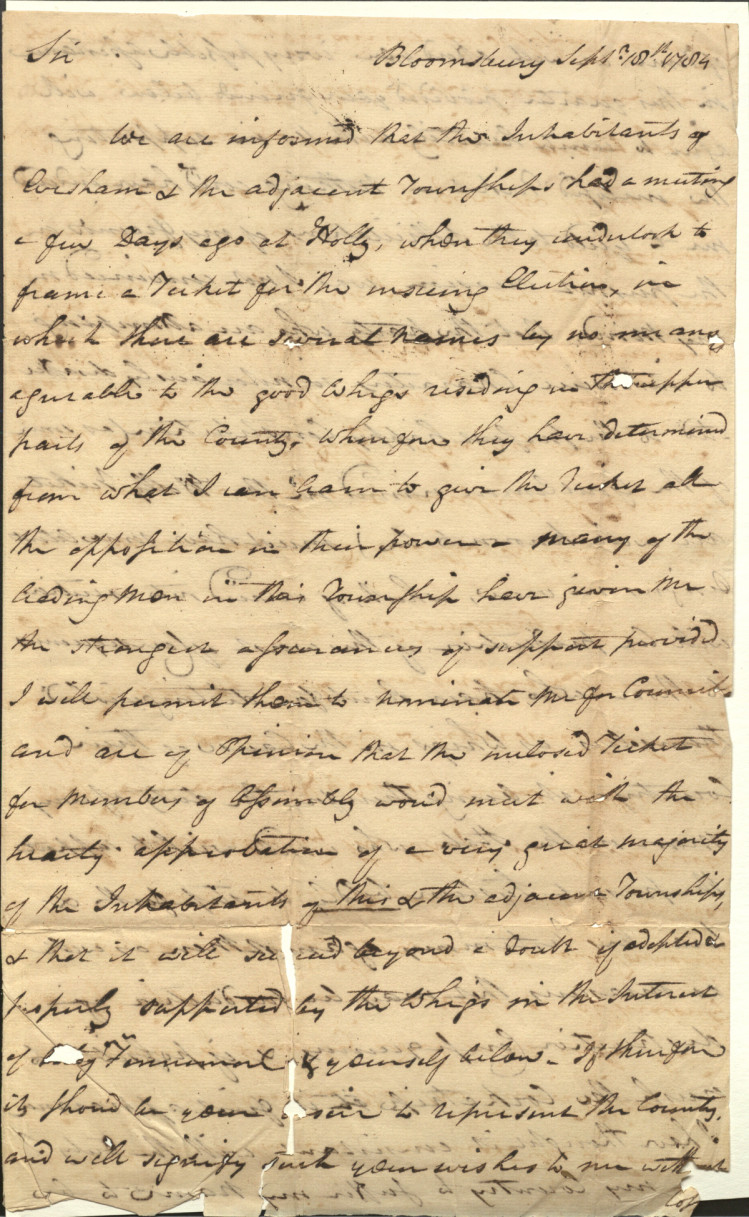
1784년 존 콕스(John Cox)로부터의 편지.

필적학(筆跡學, 영어: graphology) 또는 서상학(書相學), 필상학(筆相學)은 사람의 필체가 남긴 흔적을 통해 그 사람의 성격, 성향이나 심리 상태를 추정할 수 있다고 알려진 유사과학이다.  어떤 이들은 필적을 분석하여 대상의 신상이나 행동 패턴 등 여러 가지 정보 및 운세, 미래까지도 추정할 수 있다고 주장하나, 이러한 주장은 과학적 근거가 빈약하다. 필적학은 과학수사에서 말하는 필적 감정(筆跡鑑定)과는 다르며, 의학 분야에서는 뇌와 신경계의 질병을 진단하고 추적하는 것을 목적으로 한 필적의 연구를 가리킬 때 필적학이라는 용어를 빌려 쓰기도 하나, 정확한 표현은 아니다.

## 같이 보기
- 수비학
- 관상학